# I-39 (tàu ngầm Nhật)
I-39 là một tàu ngầm tuần dương lớp Type-B (巡潜乙型潜水艦 Junsen Otsu-gata sensuikan) được Hải quân Đế quốc Nhật Bản chế tạo trong giai đoạn Chiến tranh Thế giới thứ hai. Nhập biên chế năm 1943, nó đã từng hoạt động tuần tra tại khu vực Nam Thái Bình Dương, trước khi được điều tham gia phản công trong Chiến dịch quần đảo Gilbert. I-39 bị mất tích sau ngày 25 tháng 11, 1943, có thể đã bị tàu khu trục Hoa Kỳ USS Boyd đánh chìm gần Tarawa vào ngày 26 tháng 11, 1943.

## Thiết kế và chế tạo

### Thiết kế
Tàu ngầm Type B được cải tiến từ phân lớp KD6 của lớp tàu ngầm Kaidai dẫn trước, và được trang bị một thủy phi cơ nhằm tăng cường khả năng trinh sát. Chúng có trọng lượng choán nước 2.631 tấn (2.589 tấn Anh) khi nổi và 3.713 tấn (3.654 tấn Anh) khi lặn, lườn tàu có chiều dài 108,7 m (356 ft 8 in), mạn tàu rộng 9,3 m (30 ft 6 in) và mớn nước sâu 5,1 m (16 ft 9 in). Con tàu có thể lặn sâu đến 100 m (328 ft), và có một thủy thủ đoàn đầy đủ bao gồm 94 sĩ quan và thủy thủ.
Type B1 trang bị hai động cơ diesel Kampon Mk.2 Model 10 công suất 6.200 mã lực phanh (4.623 kW), mỗi chiếc vận hành một trục chân vịt. Khi lặn, mỗi trục được vận hành bởi một động cơ điện công suất 1.000 mã lực (746 kW). Khi di chuyển trên mặt nước nó đạt tốc độ tối đa 23,6 hải lý trên giờ (43,7 km/h; 27,2 mph) và 8 hải lý trên giờ (15 km/h; 9,2 mph) khi lặn dưới nước, tầm xa hoạt động của Type B1 là 14.000 hải lý (26.000 km; 16.000 mi) ở tốc độ 16 hải lý trên giờ (30 km/h; 18 mph), và có thể lặn xa 96 nmi (178 km; 110 mi) ở tốc độ 3 hải lý trên giờ (5,6 km/h; 3,5 mph).
Những chiếc Type B1 có sáu ống phóng ngư lôi 53,3 cm (21,0 in), tất cả được bố trí trước mũi, và mang theo tổng cộng 17 quả ngư lôi Kiểu 95. Vũ khí trên boong tàu bao gồm khẩu hải pháo 14 cm (5,5 in), và hai pháo phòng không 25 mm Type 96. Hầm chứa máy bay được tích hợp vào tháp chỉ huy và hướng ra phía trước. Máy phóng máy bay được bố trí hướng ra phía trước, trong khi khẩu hải pháo trên boong đặt phía sau. Cách sắp xếp này giúp chiếc thủy phi cơ Yokosuka E14Y tận dụng tốc độ hướng ra trước của con tàu khi được phóng lên.

### Chế tạo
I-39 được đặt lườn như là chiếc Tàu ngầm số 152 tại Xưởng vũ khí Hải quân Sasebo ở Sasebo vào ngày 2 tháng 9, 1940. Nó được đổi tên thành I-39 vào ngày 1 tháng 11, 1941, rồi được hạ thủy vào ngày 15 tháng 4, 1942. Con tàu hoàn tất và nhập biên chế vào ngày 22 tháng 4, 1943, dưới quyền chỉ huy của Trung tá Hải quân Tanaka Makio.

## Lịch sử hoạt động
Ngay khi nhập biên chế, I-39 được phối thuộc cùng Quân khu Hải quân Yokosuka, và được phân về Hải đội Tàu ngầm 11 trực thuộc Đệ Nhất hạm đội để chạy thử máy và huấn luyện. Sau khi hoàn tất, nó được điều về Đội tàu ngầm 14 thuộc Hải đội Tàu ngầm 8, trong thành phần Lực lượng Tàu ngầm Tiền phương từ ngày 20 tháng 7. Nó khởi hành từ Yokosuka vào ngày 21 tháng 7, để đi sang khu vực Tây Nam Thái Bình Dương, đi đến căn cứ Truk thuộc quần đảo Caroline vào ngày 27 tháng 7.

### Chuyến tuần tra thứ nhất
Vào ngày 2 tháng 8, I-39 xuất phát từ Truk cho chuyến tuần tra đầu tiên trong chiến tranh để hoạt động tại khu vực New Hebrides. Ở vị trí về phía Bắc Espiritu Santo vào ngày 7 tháng 8, nó bị một tàu khu trục đối phương tấn công bằng mìn sâu, rồi đến ngày 29 tháng 8 lại bị hai tàu khu trục khác truy đuổi, nhưng nó thoát được mà không bị thiệt hại.
Vào ngày 2 tháng 9, I-39 phát hiện một đoàn tàu bao gồm ba tàu vận tải được bốn tàu khu trục hộ tống. Nó phóng hai quả ngư lôi tấn công, cả hai kích nổ gần phía đuôi tàu vận tải tấn công USS Fuller, vốn đang vận chuyển Sư đoàn 3 (New Zealand) từ Port Vila, Efate đến Point Cruz, Guadalcanal. Một tàu khu trục tìm cách phản công, những đã không tìm thấy chiếc tàu ngầm. Đến ngày 10 tháng 9, I-39 phát hiện một tàu vận tải không được hộ tống đang hướng đến Espiritu Santo lúc 09 giờ 50 phút, nhưng nó không thể tiếp cận đủ gần để tấn công. Sang ngày hôm sau 11 tháng 9, nó lại phát hiện một tàu vận tải không được hộ tống về phía Đông Espiritu Santo lúc 05 giờ 05 phút, và hai tàu vận tải được một tàu khu trục hộ tống lúc 18 giờ 10 phút, nhưng chiếc tàu ngầm đã không tấn công trong cả hai dịp này.
I-39 đang ở vị trí 150 nmi (280 km) về phía Đông Espiritu Santo vào ngày 12 tháng 9, khi nó phát hiện chiếc tàu kéo Hải quân Hoa Kỳ USS Navajo đang kéo sà lan YOGN-42 vận chuyển 6.600 tấn xăng đi từ Pago Pago, Samoa thuộc Mỹ đến Espiritu Santo. I-39 nhận định nhầm Navajo là một tàu tuần dương lớp Leander, và đã đánh trúng mục tiêu một quả ngư lôi bên mạn phải phía giữa tàu. Navajo nổ tung và đắm chỉ trong vòng hai phút tại tọa độ 14°58′N 169°17′Đ / 14,967°N 169,283°Đ với tổn thất 17 thành viên thủy thủ đoàn.
Trên đường quay trở về Truk, I-39 bị hư hại khi bị tấn công bằng mìn sâu vào ngày 25 tháng 9. Nó về đến căn cứ hai ngày sau đó và được sửa chữa.

### Chuyến tuần tra thứ hai
Chiến dịch quần đảo Gilbert và Marshall khởi sự từ ngày 20 tháng 11, 1943 khi lực lượng Thủy quân Lục chiến Hoa Kỳ đổ bộ lên các đảo Tarawa và Makin thuộc quần đảo Gilbert. Cùng ngày hôm đó, I-39 được lệnh cùng các tàu ngầm I-19, I-21, I-35, I-40, I-169, I-174, I-175 và Ro-83 hướng đến khu vực quần đảo Gilbert để đánh trả cuộc tấn công. Với một thủy phi cơ Yokosuka E14Y1 trên tàu, nó xuất phát từ Truk cho chuyến tuần tra thứ hai trong chiến tranh, cũng là chuyến cuối cùng, để hoạt động tại khu vực Tây Nam Tarawa. Nó báo cáo đã tiếp cận khu vực tuần tra được chỉ định vào ngày 24 tháng 11, và được điều sang Đội tàu ngầm 2 thuộc Hải đội Tàu ngầm 1 khi đến nơi vào ngày hôm sau 25 tháng 11. Tuy nhiên chiếc tàu ngầm mất liên lạc kể từ lúc đó.

### Bị mất
Vào ngày 26 tháng 11, lúc 22 giờ 52 phút, thiết giáp hạm USS Massachusetts đang hoạt động trong thành phần Đội đặc nhiệm 50.2 tại vị trí cách Tarawa 80 nmi (150 km) về phía Tây Nam, khi nó phát hiện qua radar một mục tiêu trên mặt nước ở khoảng cách 9 nmi (17 km) về phía Tây Nam. Tàu khu trục USS Boyd được phái đi trinh sát mục tiêu lúc 23 giờ 02 phút, và phát hiện qua radar một tàu ngầm đang di chuyển trên mặt biển lúc 23 giờ 20 phút, nên tiếp cận. Mục tiêu biến mất khỏi màn hình radar, rõ ràng do chiếc tàu ngầm đã lặn xuống ẩn nấp, nhưng Boyd dò được tín hiệu sonar, nên đã thả hai lượt mìn sâu tấn công. Boyd nghe được một tiếng nổ lớn dưới nước 15 phút sau lượt tấn công cuối cùng, tại tọa độ 00°31′B 172°16′Đ / 0,517°B 172,267°Đ. Sáng hôm sau 27 tháng 11, máy bay xuất phát từ tàu sân bay USS Enterprise tuần tra trong khu vực phát hiện một vệt dầu loang lớn trên mặt biển, có thể là của I-39.
Một giả thuyết khác cho rằng tàu khu trục Boyd có thể đã đánh chìm tàu ngầm I-40, vốn cũng đã mất tích tại khu vực Tarawa cùng vào thời gian đó. Còn có thêm giả thuyết cho rằng tàu hộ tống khu trục USS Griswold đã đánh chìm I-39 ngoài khơi Koli Point, Guadalcanal vào ngày 23 tháng 12, nhưng vị trí ở cách xa khu vực tuần tra của I-39, và chỉ diễn ra bốn tuần sau khi chiếc tàu ngầm gửi báo cáo cuối cùng về căn cứ.
Vào ngày 20 tháng 2, 1944, Hải quân Đế quốc Nhật Bản công bố I-39 có thể đã bị mất với tổn thất toàn bộ 96 thành viên trên tàu tại khu vực quần đảo Gilbert. Tên nó được cho rút khỏi đăng bạ hải quân vào ngày 30 tháng 4, 1944.